# 弒訊
《弒訊》（英語：Unfriended）是一部於2014年上映的美國拾得錄像形式的超自然恐怖片，由列文·蓋博亞傑執導，並由尼爾森·格利福斯編劇，以及傑森·布倫作為執行製片人，製作方面還包括俄國導演提默·貝克曼比托夫。電影由雪莉·海尼格、摩西·史多姆、蕾妮·歐斯德、威爾·佩爾茲、雅各布·威索基、蔻特妮·哈沃森等演員演出，故事圍繞著幾名高中生於Skype網上群聊時受到不明人士攻擊，最後慢慢發現對方是某種超自然力量，試圖讓他們坦誠“過去的罪過”。
電影在2014年7月20日時於國際幻想電影節首映，在2015年3月13日時於SXSW上映，而最後在2015年4月17日時於北美戲院發行。整部電影全部是以一部MacBook的螢幕上來敘述，再以網路鏡頭視訊的方式來顯示每個角色的狀況 。電影上映後獲得了中等到良好的評價，加上6410萬元的票房成績遠超過僅100萬元的預算。

## 劇情
美國加州弗雷斯诺的一所高中裏，女高中生蘿拉·巴恩斯在一場派對中酒醉不省人事時排便，此不雅景象被不明人士錄下後上傳到Youtube上。影片在學校傳遍爆紅後，導致蘿拉於現實和網絡上都受到他人數不盡的嘲諷、恥笑和欺淩，再也經不起精神壓力的蘿拉便在全校面前舉槍自殺。悲劇過去整整一年，蘿拉生前最好朋友布萊爾·莉莉在她蘋果筆電上的Skype聊天室中，和她的男友米奇·羅索答應會在即將到來的畢業舞會上互相“失去貞潔”，而她們倆的談話剛好被同校兼綫上好友們潔絲·費頓、肯·史密斯、和亞當·西維爾的共同加入群聊而打斷。這時，眾人注意到有一位帳號名為「比莉227」的不明人士同時出現在群聊裏，所有人都不知對方是誰。沒辦法將對方趕出群聊後，眾人便先掛線並希望對方能自行消失。
不久，布萊爾發現米奇無音訊，等到米奇再次出現時卻得知他剛剛收到死去蘿拉傳來的“訊息”。同一時刻，布萊爾的Facebook帳號也同樣收到蘿拉的訊息，懷疑是有人入侵蘿拉的帳號搞惡作劇後，布萊爾試圖上網檢舉、但電腦系統卻不停地失效，她別無選擇下在Facebook上對蘿拉解除好友關係。布萊爾再次加入好友們的群聊，但比莉227的神秘網友卻還在群聊裏，眾人開始懷疑這是同校同學瓦爾·隆美爾搞惡作劇，布萊爾讓她加入群聊後藉由她的說詞還信以為真。當眾人開始安排娛樂計畫時，潔絲和亞當的Facebook帳號上卻分別出現多張亂拍瓦爾的不雅照片，而潔絲和亞當都互相稱他們沒有上傳過這些照片。經過一連串的爭吵後，比莉227突然發話説是她上傳，當布萊爾查看比莉227的帳號資料時，發現這是蘿拉的帳戶。
六人靠集體舉手以確認他們當中都不是比莉227後，比莉227對瓦爾傳一封私人郵件而使她突然極度恐慌，而瓦爾威脅她會立即報警處理後掛線。隨後，布萊爾收到瓦爾的相同郵件，從附件截圖上得知瓦爾曾羞辱過蘿拉而導致她自殺；其他五人靠螢幕畫面分享得知事情，而截圖的發佈也導致大量同校網友開始對瓦爾的行為進行辱罵和抨擊。不久，瓦爾突然回到群聊裏，首先發現她一動不動而誤以為是畫面當機，但發現她身邊的手機卻在震動。突然間，瓦爾往螢幕上撞，而眾人看見警察趕到她家裡時，透過警方代碼呼叫說瓦爾已“自殺”。畫面再次斷線後，比莉227發出死亡威脅，精通電腦知識的肯為所有人發送滅毒程式，成功將比莉227趕出群聊。眾人認為一切太平後，亞當剛想報警詢問瓦爾的狀況，但對方只在電話裏告知他「不要掛斷」。
比莉227以直播方式出現在肯的房間裏，當肯的畫面消失又出現時，布萊爾等人目睹肯發瘋似地將他的手乃至頭部伸進果汁機裏攪碎。肯死後畫面消失，其他四人被比莉227強迫玩一個喝酒遊戲「我從來沒有過」；誰的五根手指最先放下會死。每個人在遊戲裏被迫表露出心中的種種“骯髒小秘密”：潔絲曾造謠過布萊爾有厭食症；布萊爾曾酒駕撞壞過潔絲母親的車；米奇偷親過蘿拉一次；潔絲曾經偷過亞當的八百塊錢；而米奇偷偷向警察檢舉亞當販賣大麻。秘密一個一個揭露，導致四人開始出現內訌，亞當逼迫布萊爾坦誠她其實背著米奇跟他睡過兩次，而比莉227放出一段布萊爾和亞當上床的偷錄影片而證實這件事。深受打擊的米奇也開始報復亞當，指控他曾經迷姦過一位女同學，不慎讓她懷孕後，再強迫她去墮胎並隱瞞事情。
四人面臨著友情和愛情破碎時，布萊爾和亞當共同收到一張傳真，兩人看完內容都拒絕公佈內容。米奇懷疑這還是她們之間的秘密，而急切想看內容，聲稱如不揭示便會掛斷。不想讓米奇送命的布萊爾展示出傳真紙內容，內容是《如果你揭示出來，亞當就會死》。亞當隨即當場吞槍自殺，而他的紙上內容是《如果你揭示出來，布萊爾就會死》。過後，潔絲家突然斷電，布萊爾試圖上聊天輪盤求救，好不容易聯絡上一位網友並讓她報警卻晚一步，潔絲最後將她的燙髮棒吞進喉嚨後被燙死，死狀還被比莉227做成一張圖片（標題：她終於閉嘴了）。
比莉227讓布萊爾和米奇在三十秒之內坦白是誰上傳過不雅影片，布萊爾在最後一秒時將事情怪在米奇頭上，導致米奇也一頭撞向菜刀喪命。比莉227對布萊爾進行最後倒數，乃至公佈出不雅影片的“第二版本”，當中多出的一段揭露拍攝並上傳該影片的真正元兇其實是布萊爾。影片自動上傳至布萊爾的Facebook帳號上，公開布萊爾背叛朋友的行為，導致布萊爾的所有好友們對她紛紛表示指責、侮辱、痛罵。蘿拉表示她永遠不會原諒布萊爾的行為，而布萊爾聽到她的後方傳來聲音時，一雙手掌將她的筆電蓋上，蘿拉的鬼魂一瞬間出現在她眼前襲擊並殺害她。

## 演員
- 雪莉·海尼格（英语：Shelley Hennig） 飾演 布萊爾·莉莉（Blaire Lily）
- 摩西·史多姆（英语：Moses Storm） 飾演 米奇·羅素（Mitch Roussel）
- 蕾妮·歐斯德（英语：Renee Olstead） 飾演 潔絲·費頓（Jess Felton）
- 威爾·佩爾茲（英语：Will Peltz） 飾演 亞當·西維爾（Adam Sewell）
- 雅各布·威索基（英语：Jacob Wysocki） 飾演 肯·史密斯（Ken Smith）
- 蔻特妮·哈沃森（英语：Courtney Halverson） 飾演 瓦爾·隆美爾（Val Rommel）
- 海瑟·蘇珊曼 飾演 蘿拉·巴恩斯／“比莉227”（Laura Barns / "billie227"）

## 發展
電影計畫初始時只是把其拍成短片，並將電影命名為《離線》（Offline），以「霸淩」的主題來構思劇情。導演於採訪時講述他學生時就曾經受到過他人霸淩，而如今霸淩猖獗的程度開始出現在網絡上。
電影前置作業僅用16天之久，包括僅六天半的主要拍攝工作。起初，短片只安排接近十分鐘的長度，但女主演雪莉·海尼格認為如此短的電影長度很難表達中心思想。在她的建議下，短片長度擴充至80分鐘左右而轉成電影，而每一個演員都在同一間屋子、但不同的房間裡透過攝影機來達到各自的演出。為了讓演技真實化，電影中大部分對話內容都是靠每一位演員“隨機應變”，以突如其來的狀況來達到真實效果。
電影標題於拍攝途中做過更改，是認為原先標題“太過籠統且不明顯”。而後來更改的第二標題《網絡超自然》（Cybernatural）也太過體現劇情，於是在戲院發行前，電影標題才改名為《弒訊》。

## 評價

### 票房
《弑訊》在北美上映首周票房共計3250萬美元，其他地區共計3160萬美元，全球總額為6410萬美元，以100萬美元的預算相比下取得了較好的成績。

### 評價
爛番茄根據156條評論，該片持有62%的新鮮度，平均得分為6／10。該片在Metacritic上則獲得了59分，這代表著「好壞平均參雜的評價」。

## 續集
2015年4月，環球影業宣佈開始為《弒訊》續集的前置作業“開綠燈”，暫定名《弒訊2》。2017年10月，續集宣佈其實於這段期間早已秘密拍攝完成，而電影將會定名為《弒訊2：遊戲之夜》（英語：Unfriended: Game Night）。2018年3月9日，續集的正式名稱為《弒訊2：暗網》，定於2018年7月20日上映。

## 外部連結
- 官方网站
- 互联网电影数据库（IMDb）上《弒訊》的资料（英文）
- Box Office Mojo上《弒訊》的資料（英文）
- 爛番茄上《弒訊》的資料（英文）
- Metacritic上《弒訊》的資料（英文）